# Onsjö härads tingslag
Onsjö härads tingslag var före 1874 ett tingslag i Malmöhus län i Rönnebergs, Onsjö och Harjagers domsaga. Tingsplatsen var Marieholm.
Tingslaget omfattade Onsjö härad. 
Tingslaget uppgick 1874 i Rönnebergs, Onsjö och Harjagers domsagas tingslag